# Punitur quia peccatum est/Punitur ne peccetur
Punitur quia peccatum est è una locuzione latina che si usa nell'ambito del diritto penale per indicare le teorie assolutiste della funzione della pena, secondo cui sarebbe una funzione astratta di soddisfare esigenze di giustizia, e non avrebbe fini concreti, quindi si rivolge al passato cioè a fatti compiuti.
Punitur ne peccetur: le teorie relative ritengono che la funzione della pena sia strumentale al raggiungimento di risultati concreti come la prevenzione di reati, in questo senso l'attenzione è rivolta al futuro.